# Droga wojewódzka 303
Die Droga wojewódzka 303 (DW 303) ist eine 42 Kilometer lange Droga wojewódzka (Woiwodschaftsstraße) in der polnischen Woiwodschaft Lebus und der Woiwodschaft Großpolen, die Świebodzin mit Powodowo verbindet. Die Strecke liegt im Powiat Świebodziński, im Powiat Zielonogórski und im Powiat Wolsztyński.

## Streckenverlauf
Woiwodschaft Lebus, Powiat Świebodziński
-  Świebodzin (Schwiebus) (S 3, DK 92, DW 276)
- Lubinicko (Merzdorf)
- Jeziory (Jehser)
- Smardzewo (Schmarse)
-  Brudzewo (Brausendorf) (DW 302)

Woiwodschaft Lebus, Powiat Zielonogórski
-  Babimost (Bomst) (DW 304, DW 313)

Woiwodschaft Großpolen, Powiat Wolsztyński
- Grójec Wielki
- Chobienice (Köbnitz)
- Wojciechowo
- Nieborza (Nieborze)
- Siedlec (Siedlec)
-  Powodowo (DK 32)